# Jorge Pinheiro Koren de Lima
Jorge Fontoura Pinheiro Koren de Lima, (9 de novembro de 1972) é um empresário e médico brasileiro. Filho do fundador do Grupo Hapvida, Candido Pinheiro Koren de Lima, é o CEO do grupo desde 2001. De acordo com a revista Forbes, é uma das pessoas mais ricas do Brasil, com um patrimônio estimado em 2020 de US$ 1,8 bilhão.
Graduado em Medicina pela Universidade Federal do Ceará (UFC) e com formação no "The Advanced Management Program" pela University of Chicago Booth School of Business, Jorge Pinheiro é o atual presidente da Hapvida NotreDame Intermédica. Em 1996, assumiu o cargo de superintendente da área hospitalar do Hapvida e, em 2000, a presidência executiva da empresa. 

Sobre a Hapvida NotreDame Intermédica
A empresa tem apostado em uma gestão verticalizada e integrada para sua expansão, que permite monitoramento, previsibilidade e planejamento para garantir o acesso à saúde. Com esse modelo de negócios, a companhia tem colecionado conquistas e alcançado números cada vez mais expressivos no mercado de saúde suplementar. 
Em 2018, a empresa brasileira ofertou ações para o novo mercado e se consolidou como uma das pioneiras no setor da saúde suplementar a realizar o IPO no Brasil. Com mais de 15,8 milhões de clientes, Hapvida NotreDame Intermédica hoje se posiciona como o maior operadora de Saúde da América Latina, presente em todas as regiões do país, gerando emprego e renda para a sociedade. Atua com mais de 66 mil colaboradores diretos envolvidos na operação, mais de 28 mil médicos e mais 24 mil dentistas. Os números superlativos mostram o sucesso de uma estratégia baseada na gestão direta da operação e nos constantes investimentos: atualmente são 87 hospitais, 331 clínicas médicas, 77 prontos atendimentos, 269 centros de diagnóstico por imagem e coleta laboratorial.